# 16695 Terryhandley
16695 Terryhandley este o planetă minoră (asteroid) din Mars-crossing asteroid⁠(d). A fost descoperită pe 7 ianuarie 1995 la Observatorul Național Kitt Peak de Spacewatch. 
Obiectul prezintă o orbită caracterizată de o semiaxă mare de 2,158121 UAi, o excentricitate de 0,36, o înclinație de 4,78424 ° în raport cu ecliptica.